# Томе Янакиевски
Томе Янакиевски (на македонска литературна норма: Томе Јанакиевски) е археолог от Република Македония.

## Биография
Роден е на 20 юни 1938 година в Битоля, Кралство Югославия, където завършва основно и средно образование. След това в 1963 година завършва археология във Философския факултет на Загребския университет. В 1975 година става матистър по музейни науки. В 1997 година защитава докторската теза „Античните театри и паметници с театрална тематика в Република Македония“, публикувана в 1998 година.
В 1964 година започва работа в Народния музей в Битоля като археолог и от 1968 до 1976 година е негов директор. Участва в множество разкопки и проучвания. От 1999 година работи в Института за старославянска култура в Прилеп. В 2001 година издава „Късноантична микрожилищна площ над театъра в Хераклея Линкестис“, а в 2003 година „Убикацията на средновековна Битоля“.
Янакиевски умира в Битоля на 20 април 2004 година.